# NK Turopolje
NK Turopolje hrvatski je nogometni klub sa sjedištem u Turopolju kraj Velike Gorice. Osnovan je 1924. godine pod nazivom Nogometni klub Proleter. Svoje domaće utakmice igra na igralištu Leštant u Turopolju.

## Vanjske poveznice
- Stranice kluba[neaktivna poveznica]